# Kami (Kōchi)
Pour les articles homonymes, voir Kami.
Kami (香美市, Kami-shi) est une ville japonaise de la préfecture de Kōchi, au sud de l'île de Shikoku.

## Géographie

### Localisation
Kami est située dans le nord-est de la préfecture de Kōchi.

### Démographie
En août 2021, la population de Kami s'élevait à 25 807 habitants, répartis sur une superficie de 537,86 km2.

## Histoire
La ville de Kami a été créée le 1er mars 2006, de la fusion des anciens bourgs de Kahoku et Tosayamada et du village de Monobe.

## Culture locale et patrimoine
- Yanase Takashi Memorial Hall

## Éducation
- Université de technologie de Kōchi

## Transports
Kami est desservie par la ligne Dosan de la JR Shikoku.

## Jumelage
Kami est jumelée avec  Largo (États-Unis).